# Ingénue
Az 1992-es Ingénue k.d. lang második szólólemeze. Ez a legsikeresebb albuma, Kanadában és világszerte is a listák elejére került. Szerepel az 1001 lemez, amit hallanod kell, mielőtt meghalsz című könyvben.
A Miss Chatelaine ironikus; a Chatelaine egy kanadai női magazin, amely egyszer az év nőjének választotta lang-ot, a dal klipje lang-ot túlzottan nőies szerepben ábrázolta.
A Constant Craving dalért elnyerte a Grammy-díjat a legjobb női popénekes teljesítményért.

## Az album dalai
|     | Cím                     | Szerző(k)           | Hossz |
| --- | ----------------------- | ------------------- | ----- |
| 1.  | Save Me                 | k.d. lang, Ben Mink | 4:33  |
| 2.  | The Mind of Love        | k.d. lang, Mink     | 3:48  |
| 3.  | Miss Chatelaine         | k.d. lang, Mink     | 3:49  |
| 4.  | Wash Me Clean           | lang                | 3:17  |
| 5.  | So It Shall Be          | lang, Greg Penny    | 4:30  |
| 6.  | Still Thrives This Love | k.d. lang, Mink     | 3:35  |
| 7.  | Season of Hollow Soul   | k.d. lang, Mink     | 4:58  |
| 8.  | Outside Myself          | k.d. lang, Mink     | 4:57  |
| 9.  | Tears of Love's Recall  | k.d. lang, Mink     | 3:49  |
| 10. | Constant Craving        | k.d. lang, Mink     | 4:37  |

## Közreműködők
- producer – k.d. lang, Ben Mink, Greg Penny
- hangmérnök – Morrie Eaman, Ben Mink, Greg Penny, Marc Ramaer
- hangmérnökasszisztens – Steve Royea, Louie Teran, Pete Wosniak
- keverés – Greg Penny, Marc Ramaer
- keverőasszisztens – Chris Puram
- mastering – Chris Bellman
- programozás – Ben Mink, Greg Penny
- vonósok hangszerelése – Ben Mink
- művészi vezető – Jeri Heiden
- design – Jeri Heiden, Greg Ross
- fényképek – Glen Erler

## Fordítás
Ez a szócikk részben vagy egészben az Ingénue (album) című angol Wikipédia-szócikk ezen változatának fordításán alapul.  Az eredeti cikk szerkesztőit annak laptörténete sorolja fel. Ez a jelzés csupán a megfogalmazás eredetét és a szerzői jogokat jelzi, nem szolgál a cikkben szereplő információk forrásmegjelöléseként.